# Klaus Lüdicke
Klaus Lüdicke (* 18. Juni 1943 in Bad Warmbrunn) ist ein deutscher römisch-katholischer Theologe und Kirchenrechtler.

## Leben
Nach seiner Schulzeit studierte Lüdicke in Münster und München katholische Theologie und Rechtswissenschaft. Ein Fachstudium des Kanonischen Rechts in München schloss er 1977 mit der Promotion ab. 1983 wurde er an der Universität Graz habilitiert. Von 1980 bis 2008 war er Professor am Institut für Kanonisches Recht (IKR) der Katholisch-Theologischen Fakultät der Westfälischen Wilhelms-Universität in Münster. Er gehörte zu den Hauptinitiatoren des zum Wintersemester 1991/92 eingerichteten Spezialstudiengangs Lizentiat im kanonischen Recht, den das Institut in Eigenverwaltung nach den Vorgaben der Apostolischen Konstitution Sapientia Christiana durchführt. Zusammen mit einem ähnlichen Studiengang an der LMU München ermöglicht die Ausbildungsstätte die kirchlich und staatlich anerkannte postgraduale Ausbildung zum römisch-katholischen Kirchenrechtler in Deutschland. Lüdicke war auch nach seiner Emeritierung am IKR weiterhin lehrend tätig und blieb Mitarbeiter des kirchlichen Gerichts der Diözese Münster. 2011 unterzeichnete Lüdicke das Memorandum Kirche 2011: Ein notwendiger Aufbruch.

## Werke (Auswahl)
- Psychisch bedingte Eheunfähigkeit. Begriffe – Abgrenzungen – Kriterien (= Europäische Hochschulschriften. Reihe 23: Theologie. Bd. 105). Lang, Frankfurt am Main u. a. 1978, ISBN 3-261-02494-1 (Zugleich: München, Universität, Dissertation, 1977/1978: Psychisch bedingte Unfähigkeit zu Ehevertrag und Eheführung.).
- Eherecht. Codex iuris canonici. Canones 1055–1165 (= Kommentar für Studium und Praxis.). Ludgerus-Verlag, Essen 1983, ISBN 3-87497-165-1.
- Familienplanung und Ehewille. Der Ausschluß der Nachkommenschaft im nachkonziliaren kanonischen Eherecht (= Münsterische Beiträge zur Theologie. H. 50). Aschendorff, Münster 1983, ISBN 3-402-03955-9.
- Der kirchliche Ehenichtigkeitsprozeß nach dem Codex Iuris Canonici von 1983. Normen und Kommentar (= Münsterischer Kommentar zum Codex iuris canonici. Beiheft. 10). Ludgerus-Verlag, Essen 1994, ISBN 3-87497-199-6.
- „Dignitas connubii“. Die Eheprozeßordnung der katholischen Kirche. Text und Kommentar (= Münsterischer Kommentar zum Codex iuris canonici. Beiheft. 42). Ludgerus-Verlag, Essen 2005, ISBN 3-87497-252-6.
- Die Nichtigerklärung der Ehe. Materielles Recht. Vorlesungsskript für Hörer der Vorlesung im Studiengang Kanonisches Recht an der Katholisch-Theologischen Fakultät der Universität Münster, Münster 2010.